# Аведикян, Тигран
Тигран Сержевич Аведикя́н — французский кинорежиссёр и сценарист армянского происхождения. Сын режиссёра Сержа Аведикяна, и брат актёра Овнатана Аведикяна

## Биография
Тигран Аведикян родился во Франции, в семье Сержа Аведикяна. С раннего возраста находился на съёмочных площадках рядом с отцом. Достигнув совершеннолетия пошёл по стопам последнего.
В 2004 году выступил ассистентом режиссёра Лорана Ашара в короткометражном фильме «Страх, маленький охотник». Спустя год он уже сам в качестве режиссёра снимает короткометражный фильм «В обратном направлении». В 2011 году Тигран Аведикян написав сценарий, снимает короткометражку о проблеме отцов и детей «Плохой папа». Главные роли в фильме играют его отец Серж Аведикян, и брат Овнатан. После выхода картины, она в 2012 году была представлена на международном ереванском кинофестивале «Золотой Абрикос 2012», где удостоилась премии имени Гранта Матевосяна.

## Фильмография

### Режиссёрские работы
- 2004 : Страх, маленький охотник (фр. La peur, petit chasseur)[Ком 1]
- 2005 : В обратном направлении (фр. Dans la direction opposée)
- 2011 : Плохой папа (фр. Un mauvais père)

### Сценарии
- 2011 : Плохой папа (фр. Un mauvais père)

## Награды
- 2012 — „премия имени Гранта Матевосяна“ за фильм «Плохой папа» ( «Золотой Абрикос 2012»)

## Комментарии
1. ↑  При работе над фильмом являлся вторым режиссёром (ассистентом режиссёра)